# Категат
Категат (на датски: Kattegat; на шведски: Kattegatt) е проток, който разделя шведското крайбрежие на Скандинавския полуостров и датския полуостров Ютланд и свързва протока Скагерак на Северно море с Балтийско море.
Името Категат е съчетание от думите katt (тесен) и gat (дупка) на среднодолнонемски език – общ език на градовете от Ханзата и предшественик на долногерманските езици. Въпреки привидната си ширина плавателната част на Категат е тясна поради плитчините в западната му част. Съществува предположение, че втората част от името произлиза от промяна в изговора на Codanus sinus – „залива“, разделящ континента от „Скандинавските острови“, описан от римския географ Помпоний Мела и цитиран като авторитетно описание от Плиний в неговата „Естествена История“.

## География
Североизточният бряг на Категат в шведската провинция Бухуслен е силно разчленен от фиорди и заливи (Кунгсбакафиорд, Хакефиорд и др.) и е осеян с множество малки и по-големи острови (Чорн, Уруст и др.), докато югоизточният бряг в провинция Халанд и крайбрежието на Ютланд на запад имат по-плавно извита брегова линия. Тук на шведския бряг са заливите Шелдервикен и Лахолмсбуктен, а на датския – Олборгбугт и Олбекбукт. На юг връзката с Балтийско море не е директна, а чрез по-малките протоци Йоресун, Стурабелт и Лилебелт. Между тях се намират датските острови Шеланд и Фюн. Условната граница между Категат и Скагерак е линията между нос Гренен (най-северната точка на Дания, на полуостров Скагенс Оде), с островната група Патер ностершерен (Pater Nosterskären, букв. скалите Отче наш, от латински „Pater Noster“), северозападно от шведския остров Марщранд. В средата на протока се намират два големи датски острова Анхолт (на юг) и Лесьо (на север). Дължина – 270 km, ширина от 60 km на север до 122 km на юг. Дълбочина – 17 – 124 метра. Площ – 30 000 km2. В протока се наблюдават две морски течения: по-слабо солено повърхностно, със северно направление, и по-солено дълбочинно, с южно направление. През по-сурови зими крайбрежните му райони замръзват. Главни шведски пристанища са Халмстад, Фалкенбери, Варбери и Гьотеборг, а по-големи датски – Орхус, Грено и Фредериксхавн.